# John Watson (Radsportler)
John Watson (* 1. April 1947 in Yorkshire) ist ein ehemaliger britischer Radrennfahrer und nationaler Meister im Radsport.

## Sportliche Laufbahn
Watson war Teilnehmer der Olympischen Sommerspiele 1968 in Mexiko-Stadt. Im Mannschaftszeitfahren belegte das britische Team mit John Bettinson, Roy Cromack, Peter Smith und John Watson den 11. Rang.
1967 wurde er Meister im Einzelzeitfahren auf der Straße vor Peter Smith. 1969 und 1970 gewann er diesen Titel in der 12-Stunden-Meisterschaft. 1970 wurde er Zweiter hinter Gary Crewe im Manx International, dem damals bedeutendsten internationalen Eintagesrennen in Großbritannien. In jener Saison siegte er auch in der Rennserie British Best All Rounder (BBAR). Er konnte eine Vielzahl weiterer Rennen, mehrheitlich Zeitfahren aber auch Etappen kleinerer Rundfahrten, auf der britischen Insel gewinnen.